# Lauzi oggi
Lauzi oggi è un album di Bruno Lauzi, pubblicato dalla Numero Uno nel novembre del 1974 (come indicato sull'etichetta del vinile).

## Tracce
Lato A
1. Ancora (Bruno Lauzi)
2. Quanti sono i pericoli che corri (Bruno Lauzi, Sergi Bardotti, Toquinho, Vinícius de Moraes)
3. Onda su onda (Paolo Conte)
4. In campagna (Bruno Lauzi)
5. Molecole (Mario Lavezzi, Mogol)

Lato B
1. Passa il tempo (Bruno Lauzi, Carmelo La Bionda, Michelangelo La Bionda)
2. Il bambino meraviglia (Bruno Lauzi)
3. L'aviatore (Bruno Lauzi)
4. Photograph Man (Bruno Lauzi, Carmelo La Bionda, Michelangelo La Bionda)
5. Il poeta (Bruno Lauzi)
6. Ancora (Ripresa) (Bruno Lauzi)

## Formazione
- Bruno Lauzi - voce
- Claudio Bazzari - chitarra elettrica
- La Bionda - chitarra acustica, bouzouki
- Massimo Luca - chitarra acustica, chitarra elettrica
- Gabriele Lorenzi - tastiera, pianoforte, organo Hammond
- Paolo Donnarumma - basso
- Andy Surdi - batteria
- Mario Lamberti - percussioni
- Gianni Dall'Aglio - batteria
- Pier Luigi Mucciolo - tromba
- Gianni Bogliano - trombone
- Claudio Pascoli - flauto, organo Hammond, sax, vibrafono

Note aggiuntive
- Piero Bravin - tecnico del suono
- Ambrogio Ferrario - tecnico del suono